# جلال أباد (مقاطعة فهرج)
جلال أباد (بالفارسية: جلال‌آباد فرج) هي مستوطنة تقع في ناحية نغين كوير في إيران. يقدر عدد سكانها بـ 201 نسمة .